# Roger Bart
Roger Bart (Norwalk, 29 settembre 1962) è un attore statunitense, vincitore di un Golden Globe e un Tony Award nel 1999.

## Biografia
Inizia a lavorare in teatro, a Broadway partecipa a numerosi musical che gli fanno vincere alcuni premi tra cui un Tony Award. Nel 1999, debutta al cinema con un piccolo ruolo nel film Insider - Dietro la verità di Michael Mann, in seguito prende parte ad un episodio di Law & Order e Law & Order - Unità vittime speciali.
Nel 2004 prende parte al film La donna perfetta, dove interpreta l'amico gay di Nicole Kidman e Bette Midler, l'anno successivo recita in The Producers - Una gaia commedia neonazista, che aveva già interpretato nella versione teatrale.
Partecipa alla serie tv Desperate Housewives dove interpreta il farmacista psicopatico George Williams, innamorato follemente di Bree Van De Kamp. Nel 2007 lavora nell'horror di Eli Roth Hostel: Part II e prende parte ad American Gangster di Ridley Scott. Nel 2008 recita nel thriller-horror Prossima fermata: L'inferno.

## Filmografia parziale

### Cinema
- Insider - Dietro la verità (The Insider), regia di Michael Mann (1999)
- La donna perfetta (The Stepford Wives), regia di Frank Oz (2004)
- The Producers - Una gaia commedia neonazista (The Producers), regia di Susan Stroman (2005)
- American Gangster, regia di Ridley Scott (2007)
- Hostel: Part II, regia di Eli Roth (2007)
- Prossima fermata: L'inferno (The Midnight Meat Train), regia di Ryūhei Kitamura (2008)
- Harold & Kumar Escape from Guantanamo Bay, regia di Danny Leiner (2008)
- Dubitando di Thomas - Bugie e spie (Spy School), regia di Mark Blutman (2008)
- Giustizia privata (Law Abiding Citizen), regia di F. Gary Gray (2009)
- Excision, regia di Richard Bates Jr. (2012)
- Smiley, regia di Michael J. Gallagher (2012)
- Last Vegas, regia di Jon Turteltaub (2013)
- L'ultima parola - La vera storia di Dalton Trumbo (Trumbo), regia di Jay Roach (2015)
- Internet Famous, regia di Michael J. Gallagher (2016)
- Speech & Debate, regia di Dan Harris (2017)

### Televisione
- Law & Order - Unità vittime speciali (Law & Order: Special Victims Unit) – serie TV, 2 episodi (2000-2012)
- Law & Order - I due volti della giustizia (Law & Order) – serie TV, 1 episodio (2000)
- Bram and Alice – serie TV, 8 episodi (2002)
- The Lost Room – miniserie TV, 3 episodi (2006)
- 30 Rock – serie TV, episodio 3x17 (2009)
- CSI Miami – serie TV, 2 episodi (2010)
- Human Target – serie TV, 1 episodio (2010)
- Medium – serie TV, 1 episodio (2011)
- Traffic Light – serie TV, 1 episodio (2011)
- The Event – serie TV, 10 episodi (2011)
- CSI - Scena del crimine (CSI: Crime Scene Investigation) – serie TV, 1 episodio (2012)
- Hot in Cleveland – serie TV, 1 episodio (2012)
- Political Animals – serie TV, (2012)
- Perception – serie TV, episodio 1x05 (2012)
- Grimm – serie TV, episodio 1x21 (2012)
- Desperate Housewives – serie TV, 16 episodi (2005-2012)
- Revenge – serie TV, 7 episodi (2012-2013)
- How I Met Your Mother – serie TV, 4 episodi (2013)
- Jessie – serie TV, 1 episodio (2014)
- Come creare il ragazzo perfetto (How to Build a Better Boy), regia di Paul Hoen – film TV (2014)
- Modern Family – serie TV, 1 episodio (2014)
- Scream Queens – serie TV, 1 episodio (2015)
- Graves – serie TV, 11 episodi (2016-2017)
- Una serie di sfortunati eventi (A Series of Unfortunate Events) – serie TV, 4 episodi (2018-2019)
- Good Trouble - serie TV, 19 episodi (2019-2021)

### Doppiaggio
- Hercules (Hercules) (1997) - voce cantante
- Lilli e il vagabondo II - Il cucciolo ribelle (Lady and the Tramp II: Scamp's Adventure) (2001) - voce cantante

## Doppiatori italiani
Nelle versioni in italiano delle opere in cui ha recitato, Roger Bart è stato doppiato da:
- Franco Mannella in La donna perfetta, Revenge, Come creare il ragazzo perfetto, Perception
- Saverio Indrio in Giustizia privata, Medium, Last Vegas
- Massimo Lodolo in L'ultima parola - La vera storia di Dalton Trumbo, Graves, Una serie di sfortunati eventi
- Christian Iansante in The Lost Room, Quantico
- Massimo De Ambrosis in Law & Order - Unità vittime speciali (ep. 14x03), Good Trouble
- Massimiliano Manfredi in Insider - Dietro la verità
- Daniele Valenti in Law & Order - Unità vittime speciali (ep. 1x10)
- Saverio Garbarino in Bram and Alice
- Paolo De Santis in How I Met Your Mother
- Vittorio Guerrieri in American Gangster
- Antonio Sanna in Desperate Housewives
- Roberto Pedicini in 30 Rock
- Davide Marzi in CSI: Miami
- Roberto Draghetti in The Producers - Una gaia commedia neonazista
- Angelo Maggi in Hostel: Part II
- Gianluca Iacono in Smiley
- Mauro Gravina in Elementary
- Giorgio Lopez in CSI - Scena del crimine
- Roberto Stocchi in Modern Family
- Sergio Lucchetti in Scream Queens
- Gianluca Machelli in Grace and Frankie
- Pino Insegno in Code Black
- Gianni Gaude in Speech and Debate
- Andrea Ward in The Blacklist
- Marco Benvenuto in The Good Fight

Da doppiatore è sostituito da:
- Alex Baroni in Hercules
- Claudio Basili in Lilli e il vagabondo II - Il cucciolo ribelle